# Gino Campomizzi
Gino Campomizzi (Castel di Ieri, 1917 – Ivanovka, 25 dicembre 1942) è stato un militare italiano insignito della medaglia d'oro al valor militare alla memoria nel corso della seconda guerra mondiale.

## Biografia
Nacque a Castel di Ieri, provincia dell'Aquila, nel 1917, figlio di Domenico e Maria Giangregorio. Di professione agricoltore nel maggio 1938 e chiamato a prestare servizio militare di leva nel Regio Esercito, assegnato al battaglione alpini "L'Aquila" del 9º Reggimento alpini. Nell'aprile del 1939 prese parte allo sbarco e all'occupazione dell'Albania. Trattenuto in servizio attivo e mobilitato con l'entrata in guerra del Regno d'Italia, il 10 giugno 1940, a partire dal 28 ottobre partecipò alle operazioni di guerra svoltesi sul fronte greco-albanese. Rimpatriato con il reggimento nel maggio 1942, dopo soli due mesi, in agosto, partiva per l'Unione Sovietica al seguito della 3ª Divisione alpina "Julia" in forza all'ARMIR.
Tra il 19 e il 25 dicembre 1942, nel pieno della seconda battaglia difensiva del Don, si trovava a Ivanovka. Alle 8:30 del 25 dicembre, giorno di Natale, entrava nella cittadina forte una colonna sovietica, di consistenza superiore a un reggimento, che preceduta da alcuni carri armati muoveva in direzione di Kricnaja. Caduta sotto il fuoco dell'artiglieria delle 385ª e 387ª Divisioni tedesche la colonna si arrestò e ritornò indietro. Nel pomeriggio un reparto nemico forte di un centinaio di uomini tentò di arrivare a quota 205,6 ma la pronta reazione difensiva dei reparti italiani costrinse l'avversario a ripiegare lasciando sul terreno diversi morti. L'aviazione nemica attaccò allora la postazione di quota 206,5, bombardando e mitragliando le retrovie, causando qualche ferito. Quel giorno, mentre assolveva il suo compito di portaordini, allo scoperto e sotto il tiro nemico, cadde in combattimento. Fu successivamente insignito della medaglia d'oro al valor militare alla memoria. Il gruppo alpini di Castel di Ieri è a lui intitolato così come una via della città de L'Aquila.